# Sergio Olguín
Sergio Santiago Olguín (Buenos Aires, Argentina; 29 de enero de 1967) es un escritor y periodista argentino.
Fue fundador de la revista V de Vian, y cofundador y primer director de la revista de cine El Amante. Estudió Letras en la Universidad de Buenos Aires y ha escrito en los diarios Página/12, La Nación, Crítica de la Argentina, El País y Tiempo Argentino. Fue además jefe de redacción de Lamujerdemivida y editor de Cultura de la revista El Guardián. En 2009 obtuvo el Premio Tusquets de Novela por su novela Oscura monótona sangre.

## Trayectoria
Sergio Olguín nació en la ciudad de Buenos Aires, Argentina, el 29 de enero de 1967 y creció en la ciudad de Lanús. Algunas de las historias de su infancia y juventud en esa localidad del conurbano bonaerense Olguín las plasmó en su primera novela, Lanús (2002); aunque solo como telón de fondo para una trama policial con la que el escritor hizo su primera incursión en el género.
Estudió letras en la UBA. Habiéndose iniciado en el periodismo a los 17 años colaborando en revistas de actualidad y luego formalmente en la revista Familia Cristiana, a los 23 años fundó la revista de cultura V de Vian (1990). Además, fue cofundador y primer director de la revista El Amante Cine, cuyo primer número apareció en 1991.
Editó, entre otras, las antologías Los mejores cuentos argentinos (1999), La selección argentina (2000), Cross a la mandíbula (2000) y Escritos con sangre (2003).
En 1998 publicó el libro de cuentos Las griegas (reeditado en 2017 por la editorial Odelia), y en 2002 publicó su primera novela: Lanús (reeditada por Tusquets Editores Argentina en 2008 y por Penguin Random House Grupo Editorial en 2018). Le siguieron a esta Filo (2003), las narraciones juveniles El equipo de los sueños (2004) y Springfield (2007), traducidas al francés, alemán e italiano, y la novela infantil Cómo cocinar un plato volador (2011).
En 2009 obtuvo el V Premio Tusquets Editores de Novela con Oscura monótona sangre (2010). En 2014 recibió el Premio Konex, Diploma al Mérito como uno de los 5 mejores novelistas del período 2011-2013.
En 2016 la productora de televisión Pol-ka conjuntamente con TNT y la distribuidora de TV por cable anunció que se encontraba filmando la miniserie para televisión La fragilidad de los cuerpos, basada en la novela homónima. En junio de 2017, la misma fue estrenada por Canal 13 y TNT.
En 2018, Sergio Olguín fue guionista de la película de Luis Ortega, El Ángel en un trabajo conjunto con Luis Ortega y Rodolfo Palacios.

## Verónica Rosenthal
Las novelas policiales de Olguín cuya protagonista es la periodista e investigadora Verónica Rosenthal son consideradas una saga que inició en 2012. Es este personaje quien protagoniza, por el momento, los policiales La fragilidad de los cuerpos, Las extranjeras, No hay amores felices, La mejor enemiga y Media Verónica, dado que la expectativa del autor es que la serie esté compuesta de diez novelas. Verónica Rosenthal fue personalizada en televisión por la actriz Eva De Dominici.

## Obra

### Novelas
- 2002: Lanús
- 2003: Filo
- 2004: El equipo de los sueños
- 2007: Springfield
- 2010: Oscura monótona sangre
- 2011: Cómo cocinar un plato volador
- 2012: La fragilidad de los cuerpos
- 2014: Las extranjeras
- 2015: Boris y las mascotas mutantes
- 2016: No hay amores felices
- 2017: 1982
- 2021: La mejor enemiga
- 2024: Los últimos días de Julio Verne
- 2025: Media Verónica

### Cuentos
- 1998: Las griegas
- 2019: Los hombres son todos iguales